# NGC 530
NGC 530 је лентикуларна галаксија у сазвежђу Кит која се налази на NGC листи објеката дубоког неба.
Деклинација објекта је - 1° 35' 13" а ректасцензија 1h 24m 41,7s. Привидна величина (магнитуда) објекта NGC 530 износи 13,1 а фотографска магнитуда 14,0. NGC 530 је још познат и под ознакама IC 106, UGC 965, MCG 0-4-119, CGCG 385-108, PGC 5210.